# Upplandsmuseet

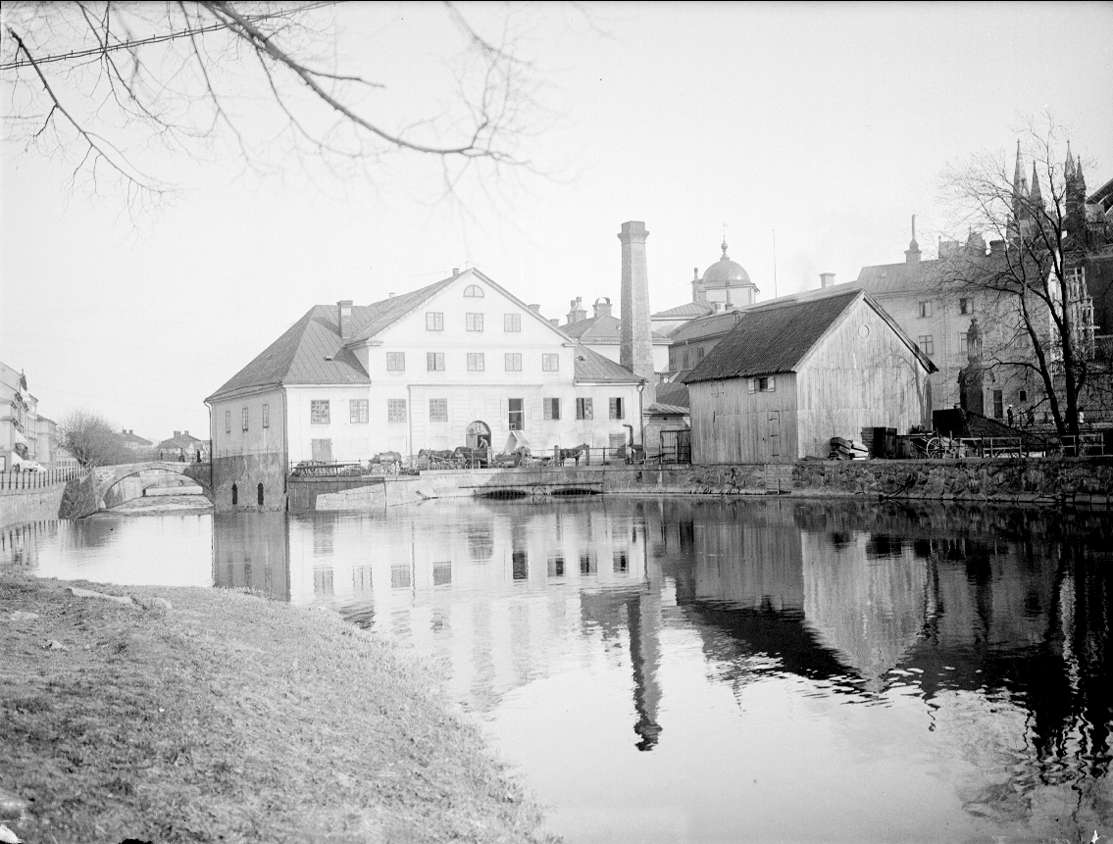
Samma vy som ovan fotograferad cirka 1901.

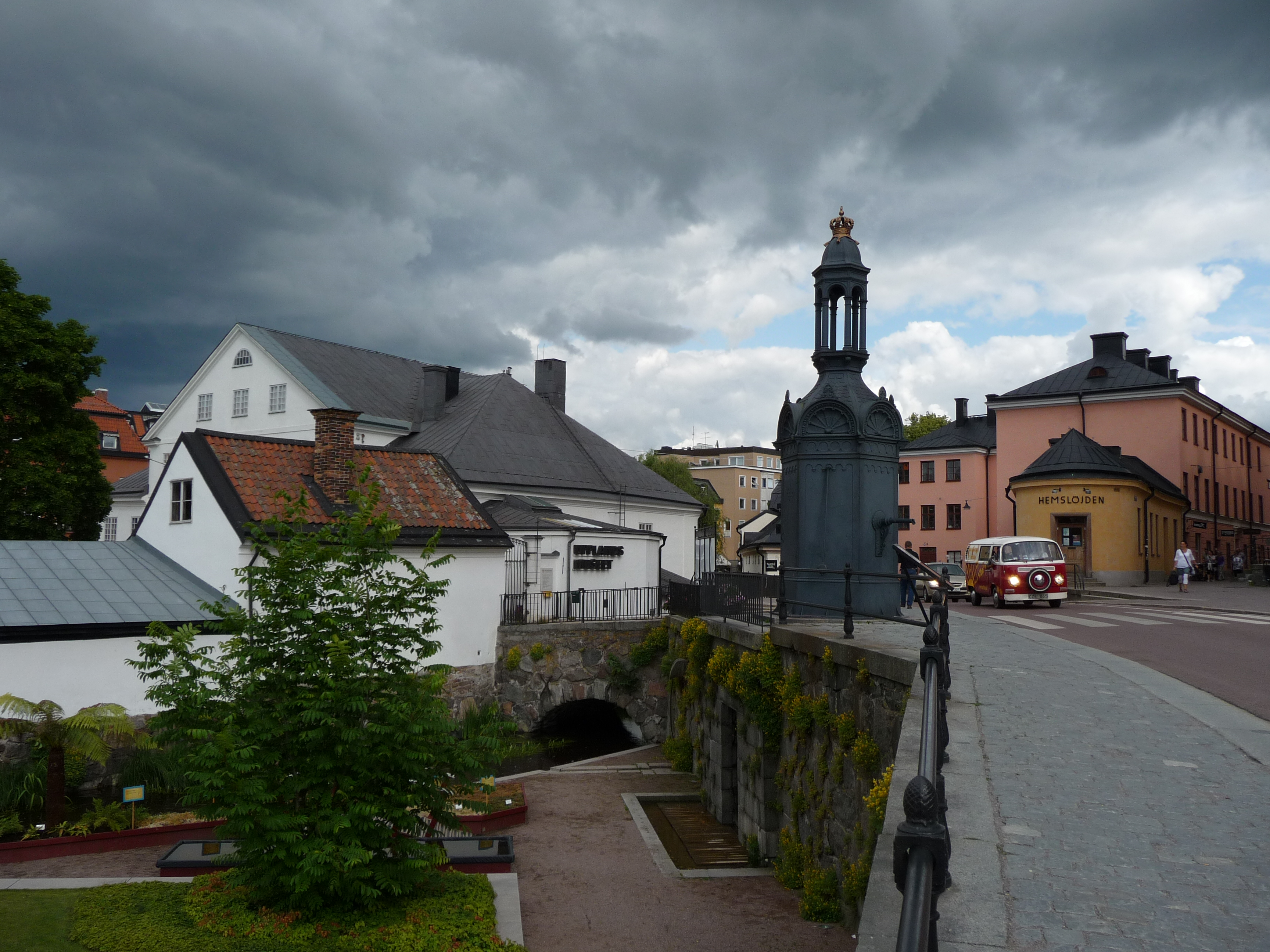
Akademikvarnen från S:t Eriks torg.

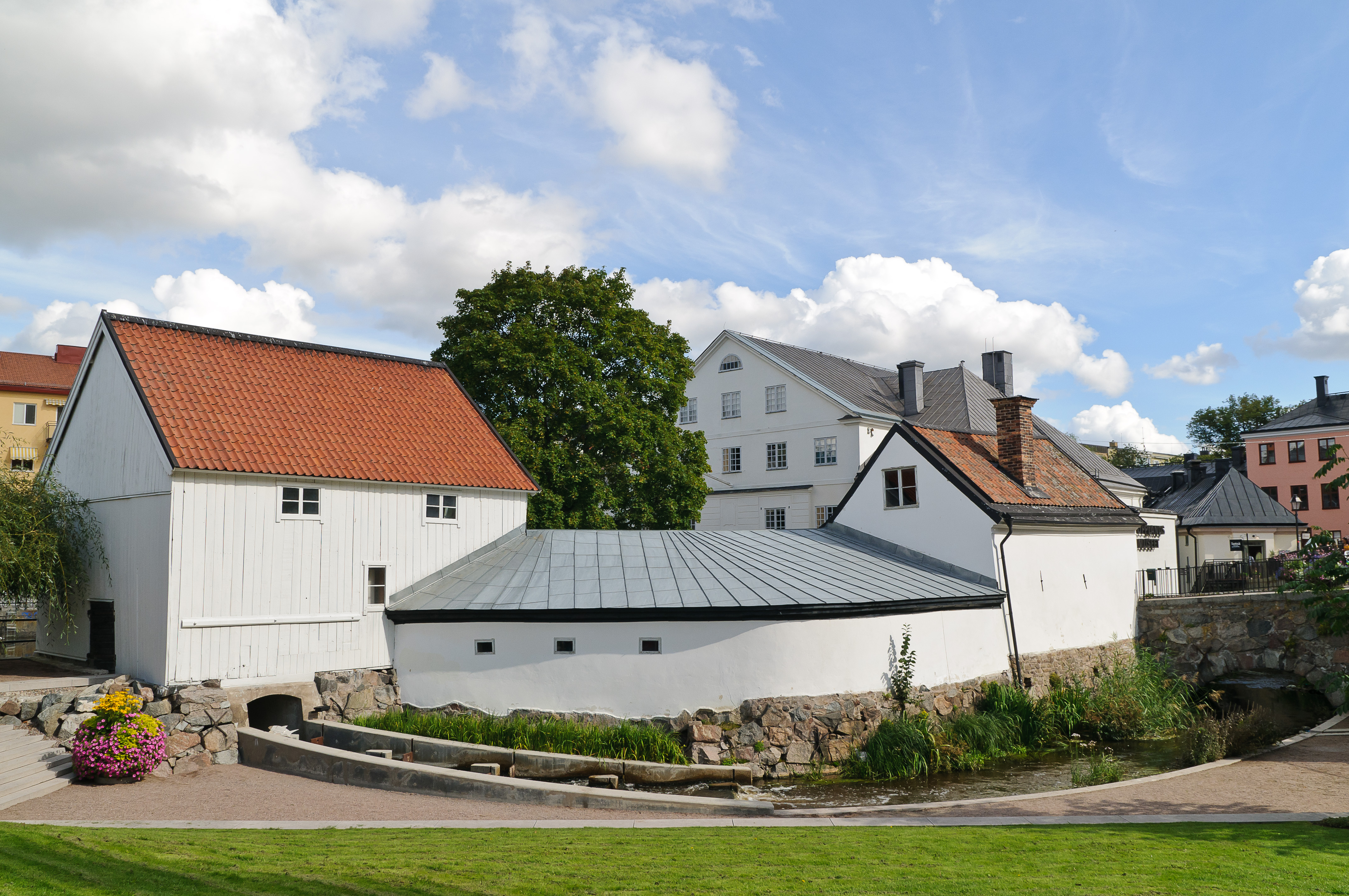
Akademikvarnen från Rosénparken.

Upplandsmuseet är länsmuseum för Uppsala län. Museet är inrymt i Akademikvarnen från 1760-talet, belägen på Kvarnholmen i Fyrisån i centrala Uppsala. 
I Akademikvarnen visas utställningar om Upplands historia såväl som om dagsaktuella frågor och till dessa är en omfattande programverksamhet samt en pedagogisk verksamhet kopplad.  Till Upplandsmuseet hör filialerna Disagården i Gamla Uppsala, Gamla Uppsala museum och professorshemmet i Walmstedtska gården på Sysslomansgatan 1 i Uppsala. Museet bedriver också en omfattande forsknings- och undersökningsverksamhet. I Upplandsmuseets samlingar ingår idag närmare 800 000 föremål, varav 600 000 är arkeologiska fynd. I fotosamlingarna ingår drygt 1,5 miljoner fotografiska bildbärare med bilder från 1860-talet ända till idag.

## Historik
En av huvudmännen i Stiftelsen Upplandsmuseet är Upplands fornminnesförening vars verksamhet är upphovet till museet och dess samlingar. År 1907 tog redaktören på Upsala Nya Tidning, Axel Johansson, initiativet till bildandet av Upplands kulturhistoriska museum och en museikommitté tillsattes. Som vid grundandet av många andra länsmuseer spelade även i Upplandsmuseums uppkomst den regionala fornminnesföreningen en viktig roll. År 1909 togs det slutgiltiga beslutet och den första styrelsen bildades. I september samma år påbörjades föremålsinsamlingen. Tack vare ordföranden landssekreterare Knut Hamiltons goda kontakter med landshövding Hjalmar Hammarskjöld fick museet sina första lokaler på Uppsala slott. 
År 1922 deponerades museets samlingar hos Uppsala universitets Museet för nordiska fornsaker i Gustavianum. Flytten medförde att allmänheten fick större kännedom om Upplandsmuseet och gåvorna till föremålssamlingen blev fler. Upplands fornminnesförening köpte också in fotografisamlingar – 1929 köpte man Henri Ostis unika samling med cirka 16 000 glasnegativ från hans änka Emma Osti.
På 1930-talet var insamlingen av allmogeföremål särskilt intensiv, tack vare museets förste intendent Nils Ålenius. Han anlitade uppköpare som köpte in mangelbräden, ostformar, lokor, selbågar, skåp och andra möbler från bondgårdar i Uppland.
År 1939 inrättade Upplands fornminnesförening en landsantikvarietjänst. Det blev Nils Sundquist som fick tjänsten, vars viktigaste arbetsuppgift var ansvaret för kulturminnesvården i Uppland. Han tog också initiativet till Årsboken Uppland, som föreningen började ge ut 1940. År 1951 blev landsantikvarien även föreståndare för Upplandsmuseet.
Upplandsmuseet hade ända sedan starten haft stora lokalproblem, dessa intensifierades när man var tvungen att lämna Gustavianum 1946. Därmed var Upplandsmuseet utan utställningslokaler under ett stort antal år. Uppsala stad och Uppsala läns landsting satte till flera museikommittéer vars uppgift var att lösa lokalfrågan och säkra museets verksamhet. År 1956 togs det slutgiltiga förslaget fram om att Upplandsmuseet skulle placeras i den vid den tiden mycket nedgångna Akademikvarnen. År 1958 var kvarnen färdigrestaurerad och man kunde påbörja bygget av utställningarna. I april 1959 bildades Stiftelsen Upplandsmuseet och den 13 juni samma år kunde äntligen Upplandsmuseet i Akademikvarnen invigas.
År 1970 övertog Upplandsmuseet friluftsmuseet Disagården från Disastiftelsen. År 1972 kunde man flytta större delen av museets samlingar från olika vinds- och källarlokaler i Uppsala till ett före detta sädesmagasin i kvarteret Sleipner vid Dragarbrunnsgatan i Uppsala. År 1993 frånträdde Uppsala kommun som huvudman i stiftelsen. Uppsala läns landsting (sedermera Region Uppsala) har sedan dess huvudansvaret för Upplandsmuseet tillsammans med Upplands fornminnesförening. År 2001 flyttades alla museets samlingar till ett nytt och modernt föremålsmagasin i Morgongåva. År 2022 övertog Upplandsmuseet även Gamla Uppsala museum från Riksantikvarieämbetet.